# Melaporphyria immortua
Melaporphyria immortua är en fjärilsart som beskrevs av Augustus Radcliffe Grote 1874. Melaporphyria immortua ingår i släktet Melaporphyria och familjen nattflyn. Inga underarter finns listade i Catalogue of Life.